# Wincenty Kurek
Wincenty Kurek (ur. 4 stycznia 1895 w Budach Łańcuckich, zm. 17 maja 1944 pod Monte Cassino) – podpułkownik piechoty Wojska Polskiego II RP i pułkownik Polskich Sił Zbrojnych.

## Życiorys
Urodził się 4 stycznia 1895 w Budach Łańcuckich, w rodzinie Sebastiana i Marianny z Wojtynów. W 1914 ukończył gimnazjum w Jarosławiu. Od września 1914 do lipca 1916 służył w 34 pułku obrony krajowej armii austriackiej. W okresie tym ukończył Szkołę Oficerów Zapasowych. Od września 1915 walczył na froncie. W lipcu 1916 dostał się do niewoli rosyjskiej, z której wrócił do kraju w listopadzie 1918. Jako były oficer c. i k. armii rozpoczął służbę w Wojsku Polskim w 14 Pułku Piechoty w zatwierdzonym stopniu podporucznika. W 1919 uzyskał stopień podporucznika, a w 1920 porucznika. Podczas wojny polsko-bolszewickiej walczył na froncie jako dowódca plutonu, a następnie kompanii. Został awansowany na stopień kapitana piechoty ze starszeństwem z dniem 1 czerwca 1919. W 1923 jako oficer nadetatowy 75 Pułku Piechoty z Królewskiej Huty pełnił służbę w Dowództwa Okręgu Korpusu Nr V w Krakowie, gdzie w 1923 był oficerem w Oddziale III Sztabu, a w 1924 w Oddziale Wyszkolenia. Na przełomie lat 20./30. był oficerem 3 pułku Strzelców Podhalańskich w Bielsku. W tym okresie został awansowany na stopień majora piechoty ze starszeństwem z dniem 1 stycznia 1930. W 1934 awansowany na stopień podpułkownika. W 1935 odbył przeszkolenie w Centrum Wyszkolenia Piechoty w Rembertowie. Od 20 marca do września 1939 był dowódcą 28 pułku Strzelców Kaniowskich w Łodzi.
Od 2 do 5 września 1939 brał udział w walkach nad Wartą, a następnie na Lubelszczyźnie w rejonie Bończy, Suchowoli oraz Krasnobrodu, gdzie został ranny i dostał się do niewoli niemieckiej. Z początkiem 1940 zbiegł z niewoli i przez Węgry dostał się do Francji do Polskich Sił Zbrojnych, a następnie do Wielkiej Brytanii. Do 6 czerwca 1942 był komendantem Centrum Wyszkolenia Piechoty. W Szkocji szkolił żołnierzy polskich. Następnie powołany został do Iraku na komendanta Centrum Wyszkolenia Armii. Awansowany na stopień pułkownika pełnił stanowisko dowódcy 5 Wileńskiej Brygady Piechoty od 25 września 1943 do śmierci.
Zginął 17 maja 1944 w bitwie o Monte Cassino trafiony odłamkiem z moździerza. Został pochowany na Polskim Cmentarzu Wojennym na Monte Cassino (miejsce 9-F-6).
Był żonaty ze Stefanią, z którą miał syna Mieczysława (ur. 1923).

## Ordery i odznaczenia
- Krzyż Złoty Orderu Virtuti Militari nr 119[13]
- Krzyż Srebrny Orderu Virtuti Militari
- Krzyż Niepodległości
- Krzyż Walecznych (przed 1923)
- Złoty Krzyż Zasługi (19 marca 1937)[14]
- Srebrny Krzyż Zasługi (10 listopada 1928)[15]
- Medal 3 Maja
- Krzyż Pamiątkowy Monte Cassino nr 15247[16]
- Gwiazda za Wojnę 1939−1945 (Wielka Brytania)[2]
- Gwiazda Italii (Wielka Brytania)[2]
- Medal Wojny 1939−1945 (Wielka Brytania)[2]
- Krzyż Wojskowy (Wielka Brytania)[2]